# Memorial del Holocausto del Pueblo Judío
Il Memorial del Holocausto del Pueblo Judío (in italiano Memoriale dell'Olocausto del popolo ebraico) è un memoriale all'aperto dedicato alle vittime dell'Olocausto.

## Descrizione
Si trova all'incrocio tra la Rambla Presidente Wilson e la Artigas Boulevard,  nel quartiere montevidiano di Punta Carretas sulle rive del River Plate, in Uruguay. È stato progettato da Gastón Boero, Fernando Fabiano e Sylvia Perossio con il paesaggio di Carlos Pellegrino. È stato aperto nel 1994.
Il memoriale è lungo circa 120 metri ed è realizzato per lo più in granito rosa, con una finestra centrale che si affaccia sul mare. Un paio di binari ferroviari si trovano all'entrata; la parte centrale del memoriale ha due attraversamenti di ponti di legno. Include anche diverse stele iscritte, una delle quali firmata da Elie Wiesel.

## Ristrutturazione
A seguito di diversi atti di vandalismo antisemita il memoriale è stato rinnovato nel giugno 2016. Oltre alla pulizia dai graffiti antisemiti, sono state aggiunte luci e scale. La ristrutturazione è stata finanziata dall'organizzazione ebraica dell'Uruguay, il Comitato centrale israelita. Purtroppo, un anno dopo il monumento fu nuovamente vandalizzato con insulti antisemiti.